# Germano-Canadiens
 (juin 2016).
Si vous disposez d'ouvrages ou d'articles de référence ou si vous connaissez des sites web de qualité traitant du thème abordé ici, merci de compléter l'article en donnant les références utiles à sa vérifiabilité et en les liant à la section « Notes et références ».
Les Germano-Canadiens sont des citoyens du Canada qui ont des origines allemandes.
Selon le recensement canadien de 2011, 3 322 405 Canadiens sont d'origine allemande. Seule une petite fraction de Germano-Canadiens sont les descendants d'immigrants venus de l'Allemagne actuelle. Beaucoup d'autres sont venus de la population allemande en Europe de l'Est et la Russie (comme les Allemands de la Volga), avec un nombre important d'Allemands de Suisse et des Pays-Bas[pas clair]. Certains viennent aussi de l'Autriche. Un autre groupe était le plus important des ethnies allemandes qui sont venus au Canada après avoir passé un temps considérable aux États-Unis. L'immigration et la population allemande au Canada est l'une des plus grandes et des plus importantes en Amérique, avec les États-Unis, le Brésil et l'Argentine. En outre, le Canada a la troisième plus importante population allemande hors de l'Allemagne dans le monde, derrière les États-Unis et le Brésil.

## Histoire
Quelques Allemands sont venus en Nouvelle-France avec les Français. Cependant, la première grande ronde d'immigration allemande au Canada a commencé en Nouvelle-Écosse au XVIIIe siècle. De nombreux Allemands avaient servi dans l'armée britannique et ont choisi de s'installer dans la nouvelle terre. De nombreux autres sont arrivés comme les « protestants étrangers », protestants continentaux qui ont été invités à s'établir en Nouvelle-Écosse afin de contrer les nombreux Acadiens de confession catholique. Cette ruée a commencé autour de 1751, et plusieurs villes de la côte sud de la Nouvelle-Écosse portent encore des noms allemands, et les églises luthériennes et les noms allemands ne sont pas rares.
La Révolution américaine était un groupe encore plus grand d'immigrants allemands au Canada. Les descendants des Allemands représentent un pourcentage significatif des Loyalistes de l'Empire-Uni. Pour vaincre la révolution et pour plus tard la défense de l'Amérique du Nord britannique, les Britanniques ont utilisé un grand nombre de mercenaires allemands. Ils souvent choisi de s'installer au Canada une fois leurs conditions de service expiré. Plusieurs mercenaires allemands Brunswick Regiment établis au Québec, au sud-ouest de Montréal et au sud de la ville de Québec.[incompréhensible]. 
Le plus grand groupe qui a fui les États-Unis a été les Mennonites dont le pacifisme a été l'objet de discrimination aux États-Unis. Ils ont migré dans la région correspondant maintenant au sud-ouest de l'Ontario, s'installant autour de Berlin, Ontario (maintenant connu sous le nom de Kitchener et de Waterloo). Ce grand groupe a également attiré de nouveaux immigrants en provenance d'Allemagne, environ 50 000 au total dans la région depuis des décennies.

### XIXesiècle
Les Germano-Canadiens protestants ont développé l'Église luthérienne en respectant toujours les traditions et la culture canadienne. Dans le comté de Waterloo (Ontario), avec les Allemands arrivés après 1850, les Églises luthériennes ont joué un rôle important dans la vie religieuse, communautaire, sociale et culturelle. Après 1914, l'anglais est devenu la langue préférée dans les sermons et les publications. En l'absence d'un séminaire, les églises ont formé leurs propres ministres, mais il n'y avait pas de division doctrinale dans les années 1860. Tandis que les protestants anglophones ont promu l'Évangile social et de l'interdiction, les luthériens se démarquaient.

### XXesiècle

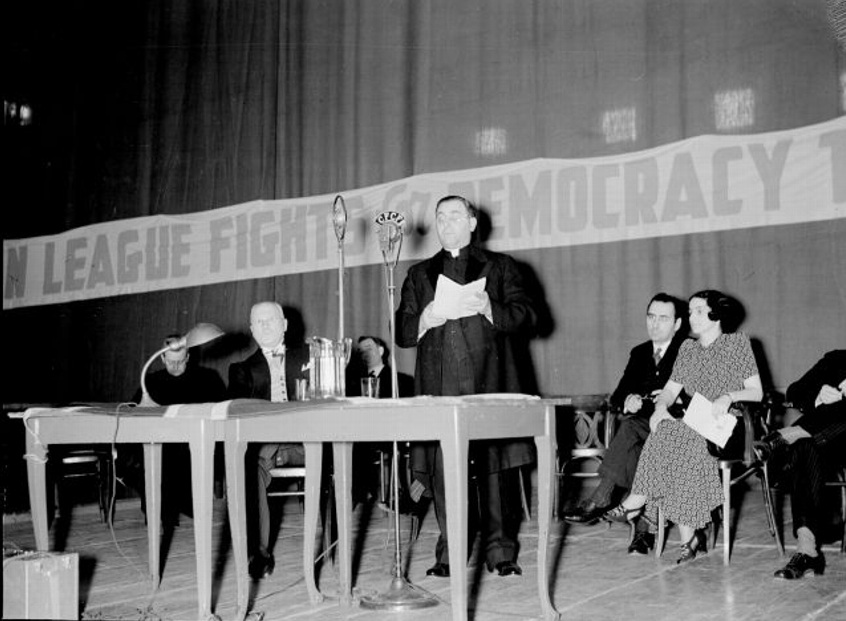
Un rassemblement germano-canadien antinazi à Montréal en avril 1939.

La population de l'Ouest canadien, à partir de 1896, a attiré le plus grand nombre d'immigrants allemands, principalement d'Europe de l'Est (Allemands de la Volga, Allemands de la mer Noire, Allemands de Bessarabie, Allemands de Roumanie, Allemands de Dobrogée). De plus, John Diefenbaker fut le premier Premier ministre canadien d'origine allemande à accéder au pouvoir en 1957.